# 歌舞青春
《歌舞青春》（英語：High School Musical）是美国一部榮获艾美奖的電視電影。它于2006年1月20日发行，是迪士尼频道最成功的原创电影。2007年又发行了续集《歌舞青春2》。《歌舞青春3：畢業季》（香港譯名：《歌舞青春3：畢業嘉年華》）是歌舞青春首次在電影院播映，並於2008年10月24日在台灣、香港及美國同步上映。劇集《歌舞青春：再譜樂曲》則於2019年11月在Disney+首播，至今已經播出三季。此外，迪士尼官方表示，《歌舞青春4》的劇本已經開始在撰寫。
歌舞青春在美国首次播出时观众达到770万，在英国的首映有78.9萬观众（第一周的观众总数达到120万），位居2006年迪士尼频道（英国）收视第二位。2006年12月29日，它成为第一个在英国广播公司（BBC）上映的迪士尼频道原创电影。这部电影的原声带也是美国2006年销售第一的专辑。
電影讲述的是来自于两个不同甚至对立的团体的高中新生之间的故事—篮球队队长特洛伊·波顿（查克·艾佛朗飾）和美丽而害羞的数学天才凯碧瑞拉·曼提兹（凡妮莎·哈金斯飾）。他們一起尝试在他们的高中冬季音樂劇中担纲主要角色。最终，他们克服了来自各方的重重压力，同时也激发了他们周围的人跳出自己的小世界。
拍摄地点在犹他州盐湖城的东部高中、莫里高中的礼堂和盐湖城的市中心。莫里高中同时也是JJ秘密日记（Read It and Weep，2006）、穿梭時空好小子（Minutemen，2008）的拍摄地。

## 情节

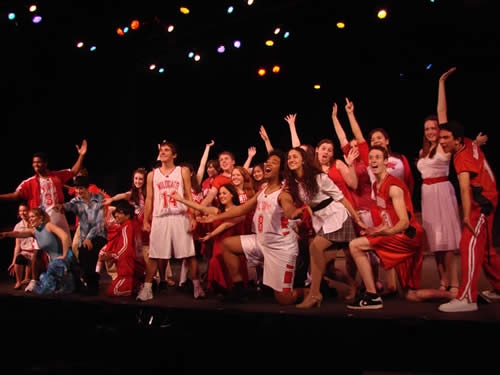
太平洋劇院戲劇藝術學校演出的迪士尼《歌舞青春》演員陣容

特洛伊波頓（Troy Bolton）和凱碧瑞拉曼提茲（Gabriella Montez）是完全不同世界的兩個人，一個是受父親影響，熱愛籃球的籃球校隊隊長，另一個則是文靜內向的數學天才少女。但就在聖誕節度假期間，兩人都被母親從度假中心趕去參加除夕派對。兩人在派對中被起鬨上台唱歌，兩人也發現自己和對方的歌聲一拍即合，因而被對方吸引，也發現了自己完全沒想到的歌唱潛力。
不久後，凱碧的母親工作轉移到新墨西哥州阿布奎基，凱碧也被調到了特洛伊就讀的東高中（East High School）。兩人也再次巧遇，特洛伊一直受到父親的嚴格訓練，企圖讓他拿到阿布奎基大學的籃球體育獎學金。在別人的眼中，特洛伊一直是個耀眼的籃球好手，學校裡的風雲人物。但如今和凱碧的巧遇卻讓他發現有件事一直讓他分心 ─ 那就是唱歌。同時凱碧也深深受到唱歌的吸引，但他們想嘗試卻又不敢前進，因為唱歌完全突破了兩人籃球明星及數學天才的外在形象。
達布斯老師（Ms. Darbus）是學校的冬季高中音樂劇的負責老師。假期過後，達布斯老師希望學生參與冬季音樂劇，並宣佈只有兩個名額。在報名時，夏培·伊凡斯（Sharpay Evans）潦草地在報名的特大紙上寫入自己的名字，同時和她一起參加的是她的弟弟雷恩·伊凡斯（Ryan Evans）。在考核中，特洛伊與凱碧只想隨便聽聽，於是在門外偷聽，結束後兩人希望參加，但是自己的名字並不在報名名單上，所以不能參加。湊巧，他們在考核結束時，獨自練習時偶然被報上參加名單......。
雖然特洛伊的父親非常反對他參加冬季高中音樂劇, 而且表演時間剛好與籃球比賽及凱碧的化學比賽時間相撞。但兩人有隊友的幫助, 最後都能成功到達表演埸地。

## 角色介紹

### 主要角色
| 演員                                  | 角色                             |
| ------------------------------------- | -------------------------------- |
| 查克·艾佛朗 Zac Efron                 | 特洛伊·波頓 Troy Bolton          |
| 凡妮莎·安·哈金斯 Vanessa Anne Hudgens | 凱碧瑞拉·曼提茲 Gabriella Montez |
| 艾希莉·提斯代爾 Ashley Tisdale        | 夏培·伊凡斯 Sharpay Evans        |
| 盧卡斯·格拉貝爾 Lucas Grabeel         | 雷恩·伊凡斯 Ryan Evans           |
| 柯賓·布魯 Corbin Bleu                 | 查德·丹佛斯 Chad Danforth        |
| 夢妮克·柯曼 Monique Coleman           | 泰勒·麥肯錫 Taylor McKessie      |

## DVD
歌舞青春的DVD在美国於2006年5月23日由迪士尼發行。

## 演唱會
歌舞青春的舞台版已經於2007年上半年推出，主要是演唱歌舞青春的全部歌曲。除了男主角外，其他演員仍然使用原版演員。

## 歌舞青春第二集
歌舞青春2已於2007年8月17日在美國播出，並於2007年9月24日在台灣的迪士尼頻道播出。

## 歌舞青春3：畢業季
歌舞青春3：畢業季已於2008年10月24日在香港、美國與台灣同步上映。

## 年度獲獎
獲獎參考出處

| 年度                                 | 獎項                                                                 | 項目 | 結果 |
| ------------------------------------ | -------------------------------------------------------------------- | ---- | ---- |
| 2006                                 |                                                                      |      |      |
| Artios Award                         | Best Children's TV Programming                                       | 獲獎 |      |
| 告示牌音樂獎                         | Soundtrack Album of the Year 年度最佳原聲帶                          | 獲獎 |      |
| 艾美獎                               | Outstanding Choreography 最佳編舞獎                                  | 獲獎 |      |
| 艾美獎                               | Outstanding Children's Program                                       | 獲獎 |      |
| 青少年選擇獎                         | Television - Choice Breakout Star (Zac Efron)                        | 獲獎 |      |
| 青少年選擇獎                         | Television - Choice Chemistry (Vanessa Hudgens & Zac Efron)          | 獲獎 |      |
| 青少年選擇獎                         | TV - Choice Comedy/Musical Show                                      | 獲獎 |      |
| Television Critics Association Award | Outstanding Achievement in Children's Programming                    | 獲獎 |      |
| 全美音樂獎                           | Best Pop Album 最佳流行專輯                                          | 提名 |      |
| 告示牌音樂獎                         | Album of the Year 最佳年度專輯                                       | 提名 |      |
| 艾美獎                               | Outstanding Casting for a Miniseries, Movie, or a Special            | 提名 |      |
| 艾美獎                               | Outstanding Directing for a Miniseries, Movie, or a Dramatic Special | 提名 |      |
| 艾美獎                               | Outstanding Original Music and Lyrics ("Get'cha Head in the Game")   | 提名 |      |
| 艾美獎                               | Outstanding Original Music and Lyrics ("Breaking Free")              | 提名 |      |
| Humanitas Prize                      | Children's Live-Action Category                                      | 提名 |      |
| Image Award                          | Best Actress - Television Vanessa Anne Hudgens                       | 提名 |      |
| 青少年選擇獎                         | TV - Choice Breakout Star (Vanessa Anne Hudgens)                     | 提名 |      |

## 资料来源
1. ↑  .   [2007-06-04]. （原始内容存档于2020-05-22）.
2. ↑  Hetrick, Adam (2009-04-09). "Bet On It: Disney Plans Fourth "High School Musical" （页面存档备份，存于）", Playbill. Retrieved on 2009-04-10.
3. ↑  .   [2008-08-10]. （原始内容存档于2008-07-06）.
4. ↑  Disney scores kid points with 'High School Musical' （页面存档备份，存于）; Nerdy "Romeo and Juliet" a hit for Disney - Reuters 5/22/06 - MiceChat （页面存档备份，存于）; Talkin' Broadway Regional News & Reviews - "High School Musical on Tour" - 8/4/07 （页面存档备份，存于）; DVD Review: High School Musical (Two-Disc Remix Edition) - DVD 的存檔，存档日期2008-03-13.;What Is 'High School Musical,' Anyway? - News Story | Music, Celebrity, Artist News | MTV News （页面存档备份，存于）
5. ↑  .   [2008-09-22]. （原始内容存档于2009-02-23）.
6. ↑  .   [2008-09-22]. （原始内容存档于2008-01-19）.